# Bloqueios da Wikipédia na China

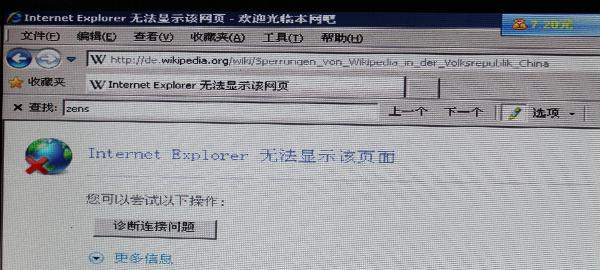
Foto de navegador sem acesso à Wikipédia na República Popular da China

Os bloqueios da Wikipédia na República Popular da China consistiram em uma série de proibições de acessos impostos pelo governo chinês e pelos provedores de serviços de internet (ISPs, em sua sigla em inglês) locais contra a Wikipédia e outros sites da Wikimedia Foundation. De maneira similar a um filtro de conteúdo, estes bloqueios impossibilitaram o acesso normal às páginas da Wikipédia.
A República Popular da China e seus respectivos provedores de serviços de internet tem adotado uma prática de censura em sites que possuam conteúdos controversos. Os territórios de Hong Kong e Macau não estão afetados por este tipo de censura. Os sites da Wikimedia foram bloqueados pelo menos três vezes em toda a sua história, sem nenhum aviso prévio e/ou explicações. O terceiro e último bloqueio começou em 19 de outubro de 2005 e se prolongou até o dia 10 de outubro de 2006 para a maioria dos sites da Wikimedia, como as Wikipédias em espanhol e em inglês, e até 10 de novembro do mesmo ano para a Wikipédia em chinês.

## Primeiro bloqueio
O primeiro bloqueio durou entre os dias 2 de junho e 21 de junho de 2004. Possivelmente, o motivo do bloqueio foi um artigo da IDG New Service  discutindo a forma com que a Wikipédia em chinês tratava os protestos da Praça de Tiananmem, em 1989. A Wikipédia em chinês contêm numerosos artigos sobre outros temas controversos na China, tais como a independência de Taiwan, em que contribuem usuários de Taiwan e outros lugares, o grupo Falun Gong, etc. Dias depois do bloqueio à versão em chinês da Wikipédia, todos os sites da Wikimedia foram bloqueados na China.
Em resposta aos bloqueios, dois administradores (sysops) da Wikipédia, Shizhao e Mountain, informara que a Wikipédia em chinês havia sido bloqueada e escreveram uma apelação no dia 15 de junho, através do site de Shizhao, China Science & Technology. Esta apelação estabelecia que a Wikipédia é uma enciclopédia que não possui fim político, que se esforça para ser neutra e que fornece informações para que estrangeiros possam compreender melhor a China e sua cultura. A apelação também comparou a cobertura da Wikipédia em chinês sobre assuntos polêmicos com a cobertura feita em enciclopédias existentes na China, e sugeriram que o bloqueio evitaria que os administradores retirassem vandalismos do site.
Todos os sites da Wikimedia foram desbloqueados entre 17 de junho e 21 de junho de 2004. Não houve explicações sobre o bloqueio, nem antes e nem depois do ocorrido. O bloqueio teve um efeito negativo  na Wikipédia em chinês. O número de usuários novos, de artigos criados e de edições caíram consideravelmente. Em alguns casos, foram necessários entre seis e doze meses para serem recuperadas as cifras estatísticas de maio de 2004.

## Segundo bloqueio
A segunda e menos grave interrupção foi entre 23 de setembro e 27 de setembro de 2004. Durante este período de quatro dias, o acesso à Wikipédia foi quase impossível para vários usuários na China. Este bloqueio não foi tão grave e muitos usuários, inclusive, não chegaram a experimentá-lo.
Não se sabe exatamente o motivo do bloqueio mas ele pode estar relacionado com as edições de usuários do YTHT BBS da Universidade de Pequim.

## Terceiro bloqueio
O terceiro bloqueio começou em 19 de outubro de 2005 e foi o mais prolongado de todos. Os usuários acharam que seria um bloqueio temporário como os anteriores mas, após vários meses, perceberam que as autoridades chinesas não tinham intenções de permitir o acesso à Wikipédia a curto prazo. A liberdade de edição e acessibilidade desta por qualquer pessoa no mundo faz com que a informação da Wikipédia não passe pelos canais de controle aos quais estão submetidos os meios impressos tradicionais na República Popular da China. Esta característica da Wikipédia pode ter sido interpretada como contrária às leis sobre informação do Estado. Independente disso, não houve qualquer tipo de reconhecimento oficial do bloqueio pelo país. Tal como em outros bloqueios signiticativos, como o do site britânico BBC News, a falta de acesso a essas páginas foi confirmada por internautas da China, mas não houve explicações oficiais sobre eles.
Durante o bloqueio, os usuários mais ativos conseguiram conectar-se à Wikipédia em chinês através de servidores proxy que enganavam os filtros colocados por provedores chineses. A falta de acesso direto parou (durante este período) a adição de novos usuários na China e aumentou de maneira significativa a proporção de usuários de outros lugares, como Hong Kong, Macau e Taiwan. 